# Batalla de Paretstortes
La batalla de Paretstortes va ser lliurada el 17 de setembre del 1793 dins del territori comunal de Paretstortes, i va donar la victòria al general francès Louis Charles de La Motte-Ango contra l'exèrcit espanyol d'Antonio Ricardos que intentava conquerir la ciutat de Perpinyà.

## Antecedents
El govern espanyol va declarar la guerra contra la República Francesa el 17 d'abril del 1793 en resposta a l'execució de Lluís XVI de França. L'exèrcit espanyol, sota el comandament del general Antonio Ricardos van envair el Rosselló per Sant Llorenç de Cerdans, amb uns 25.000 homes i un centenar de peces d'artilleria, ocupant les ciutats poc defensades del Pertús i la vall del riu Tec (Arles i Ceret) i avança cap a Perpinyà.

## L'ordre de batalla
El pla del general Ricardos és acostar-se a Perpinyà pel sud amb el gruix de les tropes, i instal·la el quarter general a Trullars. Pren Ribesaltes a principis de setembre, tot i la ferotge resistència francesa. El segon campament espanyol s'instal·la prop de Paretstortes el 10 de setembre.
El camp principal francès és en una línia entre Cabestany i el Masdéu, mentre el general Eustache Charles d'Aoust estableix un segon camp al costat de Vernet. A més, Jacques-Joseph-François Cassanyes torna de la Cerdanya amb el seu exèrcit i instal·la una força d'ajuda més al nord, a Salses.

## La Batalla
El 17 de setembre, Antonio Ricardos llança dues ofensives sobre les tropes franceses, el primer pel sud contra el camp del Masdéu, i el segon per l'oest a Paretstortes.
Els espanyols bombardegen el campament del Masdéu a partir de dos quarts de quatre de la tarda, mentre el gruix de les tropes es dirigeix a Pollestres, on contraataquen els generals francesos Dagobert, Barbantane, Pérignon i de Poinsot, on perden 2.000 homes i els capturen un nombre considerable de soldats, però fan retirar als enemics.
A Paretstortes, el general Eustache Charles d'Aoust aconsegueix parar la progressió dels genets espanyols gràcies a la superioritat numèrica, i Cassanyes proposa usar els seus 4.000 homes de Salses. Així, l'equilibri estratègic s'inclinaria estratègicament a favor seu. Aquestes tropes arriben de nit al campament. La batalla comença a primera hora del matí; tot el dia, les forces franceses intenten prendre el pujol de Paretstortes sense èxit, encara que guanyen cada vegada un poc més de terreny. Cassanyes ataca els espanyols pel flanc, i fa un forat a les línies enemigues, de manera que aquests s'han de retirar i fer un nou camp entre Pontellà i Trullars.

## Conseqüències
Aquesta batalla va marcar el final de la progressió espanyola al Rosselló.